# Rivière Missisicabi Est
Pour les articles homonymes, voir Missisicabi.
La rivière Missisicabi Est est un affluent de la rivière Missisicabi laquelle va se déverser sur la rive sud ontarienne de la baie James. La rivière Missisicabi Est coule vers le nord-ouest dans la municipalité d'Eeyou Istchee Baie-James, dans la région administrative du Nord-du-Québec, au Québec, au Canada.

## Géographie
Les bassins versants voisins de la rivière Missisicabi Est sont :
- côté nord : rivière Missisicabi ;
- côté est : rivière Kamaschistin, rivière Obamsca, rivière Kitchigama ;
- côté ouest : rivière Missisicabi Ouest, rivière Harricana.

La rivière Missisicabi Est prend sa source au lac Lucie (altitude : 239 m) lequel est situé à l'est du lac Obamsca qui est le lac de tête de la rivière Obamsca. Le lac Lucie est situé à l'est de la rivière Harricana et au nord du lac Grasset.
Le lac Lucie est entouré de zones de marais qui alimentent quelques petits ruisseaux se déversant dans le lac Lucie. Le lac Lucie comporte une presqu'île rattachée à la côte sud et s'avançant dans le lac vers le nord. La décharge du lac Lucie se situe au nord-est. 
À partir du lac Lucie, la rivière Missisicabi Est s'écoule sur environ 69 km jusqu'à sa confluence avec la rivière Missisicabi. À partir du lac Lucie, la rivière descend vers le nord-ouest plus en plus en parallèle à la rivière Obamasca laquelle coule plus à l'est. En milieu de parcours, la rivière Missisicabi Est traverse la Réserve de biodiversité projetée de la Plaine de la Missisicabi où elle recueille les eaux de la rivière Kamaschistin (venant du sud-est) et qui coule en parallèle à la rivière Missisicabi Est. Le cours vers le nord-ouest de la rivière Missisicabi Est coule presque entièrement en zones de marais. La rivière Missisicabi Est se déverse finalement sur la rive droite de la rivière Missisicabi.

## Toponymie
Le toponyme Rivière Missisicabi Est a été officialisé le 5 décembre 1968 à la Banque des noms de lieux de la Commission de toponymie du Québec.